# Іван Раткай
Іван Раткай (22 травня 1647 — 26 грудня 1683) — хорватський єзуїт, місіонер, дослідник та картограф. Він написав перший детальний опис корінного мексиканського народу тараумара.

## Біографія

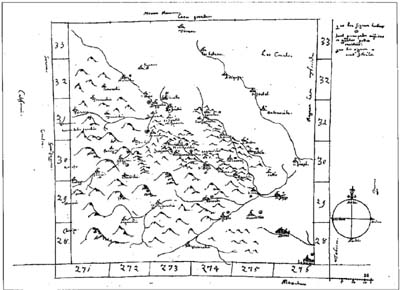
Карта провінції Тараумара під назвою Mappa circum iacentes regiones (tarahumaras), створена Раткаєм в 1683. Оригінал зберігається в Центральному Єзуїтському Архіві в Римі..

Іван Раткай народився в Птуї (Штирійське герцогство, тепер північний схід Словенії) в шляхетній родині Раткаїв, що були баронами замку Великий Табор. В дитинстві він був пажем при дворі імператора Леопольда I у Відні. Там він закінчив навчання в Akademisches Gymnasium. Після закінчення гімназії він приєднався до Товариства Ісуса в 1664 р.  Він вивчав філософію в Ґраці, викладав в школах Горіції (1670—1671) та Загреба (1672). Після проходження курсу теології, у 1676 році стає священником.
Коли в 1678 році Генерал єзуїтів шукав місіонерів до «Вест-Індії» (Америки та Філіппін) у країнах Центральної Європи, Раткай зголосився добровольцем. Двадцять кандидатів-місіонерів відправились з Генуї в Кадіс. Через шторм вони прибули запізно, і іспанський флот уже відплив. Місіонерам довелось провести в Севільї майже два роки, перш ніж з'явилася нова можливість відправитись до Америки. За цей час Раткай встиг вивчити іспанську мову.

## В Америці
У липні 1680 року місіонери приєдналися до флоту на чолі з новим віцекоролем Нової Іспанії і у вересні прибули до мексиканського порту Веракрус.  У своїх звітах, написаних у формі щоденника, він описав свою морську подорож до Мексики, сухопутний шлях до рідної провінції тараумара на півночі Мексики (сучасний мексиканський штат Чіуауа) та звичаї та побут людей тараумара. Він також намалював карту регіону з місіями та іспанськими фортами.
Раткай провів першу етнографічну та географічну розвідку Тараумари. За місяць він вивчив місцеву мову і переїхав до Тутуаки, місії у бідній гірській місцевості. Він намагався нести язичникам Слово Боже. йому вдалося охрестити декілька сотень індіанців. Він вчив і дорослих, і дітей двічі на день, регулярно відвідував навколишні поселення. Намагався активно боротися традицій чаклунства, пишних язичницьких святкувань і бенкетів.
Він раптово помер у Карічі, йому було лише 36 років. Сучасні дослідники підозрюють, що індіанці могли дати йому отруєної води, але сучасники цього не підтверджують.

## Звіти
Раткай уважно спостерігав за своїм оточенням і відправив до Європи три детальні звіти, що містять антропологічні, етнографічні та географічні описи. Його звіти наповнені відкритою цікавістю: він відзначав усілякі деталі не лише природи, але й тубільців та їхнього життя. Він описує тараумара як «м'який і цивілізований» народ на відміну від деяких сусідніх племен.
У його першому звіті описувався його подорож з Відня до Мексики.
У другому листі, написаному 25 лютого 1681 року, він описав своє подорож із Мехіко до земель тараумара. Він також згадує свої спостереження за Великою кометою 1680 року.
Його третій звіт за 1683 рік містив карту провінції, на якій були позначені відстані і висоти, а також місіонерські станції, іспанські фортеці та індіанські племена, а також список рік і гір. Це найстаріша мапа мексиканської провінції.